# Іст-Галл-Лейк (Міннесота)
Іст-Галл-Лейк (англ. East Gull Lake) — місто (англ. city) в США, в окрузі Кесс штату Міннесота. Населення — 986 осіб (2020).

## Географія
Іст-Галл-Лейк розташований за координатами 46°24′15″ пн. ш. 94°21′25″ зх. д. / 46.40417° пн. ш. 94.35694° зх. д. (46.404265, -94.356815).  За даними Бюро перепису населення США в 2010 році місто мало площу 38,37 км², з яких 20,35 км² — суходіл та 18,02 км² — водойми. В 2017 році площа становила 25,55 км², з яких 20,41 км² — суходіл та 5,13 км² — водойми.

## Демографія
Згідно з переписом 2010 року, у місті мешкали 1004 особи в 407 домогосподарствах у складі 310 родин. Густота населення становила 26 осіб/км².  Було 792 помешкання (21/км²).
Расовий склад населення:
| - 98,6 % — білих - 0,5 % — азіатів - 0,2 % — корінних американців |

До двох чи більше рас належало 0,4 %. Частка іспаномовних становила 1,8 % від усіх жителів.
За віковим діапазоном населення розподілялося таким чином: 21,2 % — особи молодші 18 років, 57,8 % — особи у віці 18—64 років, 21,0 % — особи у віці 65 років та старші. Медіана віку мешканця становила 47,7 року. На 100 осіб жіночої статі у місті припадало 114,1 чоловіків;  на 100 жінок у віці від 18 років та старших — 109,8 чоловіків також старших 18 років.
Середній дохід на одне домашнє господарство  становив 115 708 доларів США (медіана — 76 786), а середній дохід на одну сім'ю — 126 645 доларів (медіана — 87 292). За межею бідності перебувало 7,5 % осіб, у тому числі 2,0 % дітей у віці до 18 років та 5,3 % осіб у віці 65 років та старших.
Цивільне працевлаштоване населення становило 478 осіб. Основні галузі зайнятості: освіта, охорона здоров'я та соціальна допомога — 31,8 %, роздрібна торгівля — 9,6 %, мистецтво, розваги та відпочинок — 9,6 %.